# 胡渭
胡渭（1633年—1714年），初名渭生，字朏明，號東樵，浙江湖州府德清縣人，明末清初經學家、地理學家。

## 生平
崇禎十七年（1644年）十二歲時父胡公角去世，時值亂世，由母沈氏攜同避難山中，猶手一編不輟，十五歲為縣學生，試中取得高等第，充增生，屢赴行省試不中，入太學，後任教於刑部尚書馮溥府邸中。康熙十七年（1678年）擬開博學宏辭科，馮溥打算舉薦胡渭，胡渭力辭不受，專窮經義。精於輿地之學，講《禹貢》甚精當，曾與閻若璩等助修《大清一統志》。康熙五十三年（1714年）去世。著有《易圖明辨》、《禹貢錐指》等。

## 家族
曾祖胡友信，隆慶二年（1568年）戊辰科進士，與歸有光齊名。
父胡公角，天啟四年（1624年）甲子科舉人。
有孫胡彥昇（《清史稿》誤作胡渭子）。

## 評價
- 清皮錫瑞《經學歷史》曾讚胡渭：「當時如胡渭《易圖明辨》，能辟《圖》、《書》之謬，而《洪範》並攻漢儒。」
- 康熙四十三年（1704年），「聖祖仁皇帝南巡，德清胡朏明先生渭撰《平成頌》，並所著《禹貢錐指》，獻諸行在。有詔嘉獎，召至南書房直廬，賜饌，御書『耆年篤學』四大字賜之，儒者皆以為榮。後閻潛丘垂老入都，諄諄以求御書為言，蓋深羨朏明之遇也。」[1]
- 陳康祺：「崑山徐尚書養痾洞庭，書局自隨，其聘修《一統志》者，無錫顧祖禹景範、常熟黃儀子鴻、山陽閻若璩百詩、德清胡渭朏明也。一堂賓從之賢，皆九等人表之最。官書如此慎重，豈復私家著述所能比肩。」[2]